# Amit Elor
Amit Elor, född 1 januari 2004, är en amerikansk brottare som tävlar i fristil.

## Karriär
Elor har vunnit flera VM-guld på både junior- och U23-nivån. Vid VM 2022 i Belgrad tog Elor guld i 72-kilosklassen. Vid VM 2023 i Belgrad tog hon sitt andra VM-guld i 72 kilosklassen.